# 광명북고등학교
광명북고등학교(光明北高等學校)는 대한민국 경기도 광명시 철산동에 위치한 공립 고등학교이다.

## 학교 연혁
- 1990년 12월 3일 : 광명북고등학교 10학급 설립인가
- 1991년 3월 1일 : 제1대 김용성 교장 취임
- 1994년 2월 16일 : 제1회 졸업 (10학급 460명)
- 2023년 9월 1일 : 제9대 이영찬 교장 취임
- 2024년 1월 5일 : 제31회 졸업(11학급 261명) 연 누계 15,713명
- 2024년 3월 4일 : 제34회 신입생 296명(11학급) 입학

## 참고 자료
- 광명북고등학교 - 한국교육학술정보원 학교알리미